# 1447
- Wikisource

| Calendário gregoriano                                                        | 1447 MCDXLVII                                        |
| Ab urbe condita                                                              | 2200                                                 |
| Calendário arménio                                                           | 896 – 897                                            |
| Calendário bahá'í                                                            | -397 – -396                                          |
| Calendário budista                                                           | 1991                                                 |
| Calendário chinês                                                            | 4143 – 4144 Início a 17 de janeiro (aproximadamente) |
| Calendário copta                                                             | 1163 – 1164                                          |
| Calendário etíope                                                            | 1439 – 1440                                          |
| Calendários hindus - Vikram Samvat - Calendário nacional indiano - Cáli Iuga | 1502 – 1503 1368 – 1369 4547 – 4548                  |
| Calendário Holoceno                                                          | 11447                                                |
| Calendário islâmico                                                          | 851 – 852                                            |
| Calendário judaico                                                           | 5207 – 5208                                          |
| Calendário persa                                                             | 825 – 826                                            |
| Calendário rúnico                                                            | 1697                                                 |
| Calendário solar tailandês                                                   | 1990                                                 |

1447 (MCDXLVII na numeração romana) foi um ano comum do século XV do Calendário Juliano, da Era de Cristo, a sua letra dominical foi A (52 semanas), teve início a um domingo e terminou também a um domingo.
| Ano completo                    |
| ------------------------------- |
| Ano comum com início ao domingo |

## Eventos
- 6 de março — Eleição do Nicolau V.
- 6 de maio — Casamento de Afonso V, rei de Portugal, com Isabel de Aviz.
- No final do ano ou início de 1448, Maomé IX inicia o seu quarto e último reinado como Reino Nacérida de Granada, depondo Maomé X (o Coxo) que o tinha destronado em 1445.

## Nascimentos
- 17 de abril — Battista Mantovano, religioso carmelita italiano.  (m. 1490).
- 30 de outubro — Lucas Watzenrode, bispo de Vármia e tio do astrónomo Nicolau Copérnico, que educou  (m. 1512).
- 3 de dezembro — Bajazeto II, sultão otomano que reinou entre 1481 e a sua morte  (m. 1512).
- Pietro Alcionio — humanista e acadêmico italiano,  tradutor das obras de Aristóteles  (m. 1527).

## Mortes
- 23 de fevereiro
  - Papa Eugénio IV (n. 1383).
  - Humphrey de Lencastre, duque de Gloucester, filho do rei Henrique IV de Inglaterra, e corregente do sobrinho Henrique VI  (n. 1390).
- 13 de março — Xaruque Mirza, imperador timúrida  (n. 1377).
- 11 de julho — Antão Martins de Chaves, cardeal português, bispo do Porto e arcipreste da Basílica de São João de Latrão, em Roma.
- Masolino da Panicale, pintor italiano do começo do Renascimento,  (n. 1383).